# Merlíkovité
Merlíkovité (Chenopodiaceae) je bývalá čeleď vyšších dvouděložných rostlin z řádu hvozdíkotvaré (Caryophyllales). V současném taxonomickém systému byla vřazena do čeledi laskavcovité (Amaranthaceae).
Jsou to často ruderální byliny. Plodem bývá nažka. Do této čeledi jsou řazeny například tyto rostliny: špenát, lebeda, cukrová řepa, merlík čilský, chruplavník, podivka, bělostník, bříšť, bytel, trnoplodník, velbloudník, slanorožec, solnička a slanobýl.

## Zrušení čeledě
Zavedením nového, moderního taxonomického systému APG III v říjnu roku 2009 byla čeleď merlíkovité vřazena do čeledi laskavcovitých (Amaranthaceae). Vytvořila tam podčeleď merlíkové (Chenopodioideae).